# Charles Allen Thomas
Charles Allen Thomas (Condado de Scott, Kentucky, 15 de fevereiro de 1900 – Albany, Geórgia, 29 de março de 1982) foi um químico e empresário estadunidense. Sua participação no Projeto Manhattan foi de fundamental significância. Obteve mais de 100 patentes.
Foi um dos membros fundadores da Academia Nacional de Engenharia dos Estados Unidos.